# Conakry, Capitale mondiale du livre 2017-2018
Conakry, « Capitale mondiale du livre » (en abrégé CCML) est un évènement annuel de promotion du livre et la lecture qui a eu lieu du 23 avril 2017 au 22 avril 2018. Elle est la 17e édition de la Capitale mondiale du livre, organisée sous l'égide de l'UNESCO,,.
Elle est une première pour une ville d’Afrique francophone.

## Historique
Sous la direction d'Irina Bokova, directrice de l'UNESCO, la capitale de la Guinée a été désignée le 30 juin 2015 pour abriter du 23 avril 2017 (Journée mondiale du livre et du droit d’auteur) au 22 avril 2018, la nouvelle Capitale mondiale du livre. Conakry est la dix-septième ville, et la troisième du continent africain après Alexandrie (Égypte) et Port Harcourt (Nigeria), à obtenir ce titre.
« Les livres, l'apprentissage et la lecture sont essentiels à la vie. Le fort investissement de la République de Guinée dans la promotion des livres et de l'alphabétisation témoigne d'une vision claire de la culture et de l'éducation en tant que moteurs du développement, et l'UNESCO est déterminée à soutenir ces efforts » selon la directrice de l'UNESCO.
Lors de l'année de l'événement, plus de 160 titres ont été édités au compte de la Guinée.
Conakry a passé le témoin à la ville d'Athènes le 22 avril lors d'une cérémonie en présence du chef de l'État guinéen, Alpha Condé.

## Mission
Conakry, Capitale mondiale du livre à pour mission de promouvoir l’éducation, la science et la culture pour une période d’un an.

## Prix décernés
- Prix du jeune écrivain guinéen[9]
- Grand prix du président de la république
- Prix Afrilivres
- Prix des cinq continents de la francophonie

## Invités d'honneur
- Sénégal, pays invité d'honneur de Conakry, Capitale mondiale du livre[10] ;
- Kankan, ville invitée d'honneur.